# للا فاطنة بنت محمد
للا فاطنة بنت امحمد أو للا فاطنة محمد هي إحدى الوليات الصالحات بعبدة في المغرب، أصلها من أمازيغ حاحة وبالضبط من قرية تمرغت، وهي فاطنة بنت الولي الشهير سيدي محمد وشان.

## حياتها
ذكر الكانوني في كتابه «جواهر الكمال» أن الولية الصالحة فاطنة بنت محمد تنحدر من قرية تمرغت بحاحة، وهي بنت الولي سيدي محمد وشان، فيما ذهب صاحب كتاب «السيف المسلول» عبد الله بن البشير أن الولية الصالحة تنتسب إلى سيدي سعيد بن التهارية الرجراجي. ويقول الفقيه الصبيحي السلاوي عنها:
| للا فاطنة بنت محمد | هذه السيدة اشتهرت بقضاء الله تعالى حاجات زائريها، ويقصدها النساء خصوصا ومن عاداتهن أن كل امرأة زارتها في يوم من الأيام يصير عندها ذلك اليوم يوما موقرا تتزين فيه ولا تغزل فيه ولا تأخذ مكنسة بيدها، وبالجملة لا تعمل فيه عملاً دنيّاً قائلة أنه يوم زيارتها لالّا فاطنة مَحمد | للا فاطنة بنت محمد |

ويكون لهذه السيدة موسم كبير في 15 شعبان، ويبعد ضريحها ببضعة كيلو مترات عن شاطئ البحر شمال أسفي في المكان المعروف بإسمها،︎ وتقصده جموع غفيرة من الناس وخاصة النساء اللواتي لهن فيها اعتقاد كبير، ويقول الكانوني في ذات الصدد:
| للا فاطنة بنت محمد | يقصدها الناس من كل جهة في منتصف شعبان فتقع فيها من المناكر والفواحش ما ينكره صريح الشرع ويمجه العقل والطبع نسأل الله سبحانه أن يرجع بالناس إلى دينهم الطاهر القويم | للا فاطنة بنت محمد |

كانت فاطنة إمرأة صالحة ناسكة، زاهدة عابدة، تقوم ليلها وتصوم نهارها، كثيرة الصمت قليلة الضحك، وقد تميزت حياتها بولوج مسالك التصوف والتقوى والزهد المقترن بالعطاء وخدمة الآخرين وإكرام الزوار وخاصة المجاهدين الذين كانوا يرابطون بثغور الساحل، فتخصهم بالرعاية والوفادة، وتشير الرواية الشفهية أنها أتت راكبة ظهر أسد لتحط رحالها في منطقة أولاد زيد بالبحاثرة الشمالية بالقرب من الساحل بين جماعتي حد أحرارة و البدوزة.
وقد خلط الكانوني بين فاطنة بنت محمد و فاطمة بنت محمد، حيث استشهد المؤلف المذكور بما قاله الحضيكي الجزولي السوسي عن فاطمة بنت محمد على أنها فاطنة بنت محمد، والواضح أنها ليست هي لأن فاطمة بنت محمد من قبيلة بني علا السوسية، وليست من حاحة.